# Villa Moderne
La villa Moderne est une voie du 14e arrondissement de Paris, en France.

## Situation et accès
La villa Moderne est une voie située dans le 14e arrondissement de Paris. Elle débute au 15, rue des Plantes et se termine en impasse.

## Origine du nom

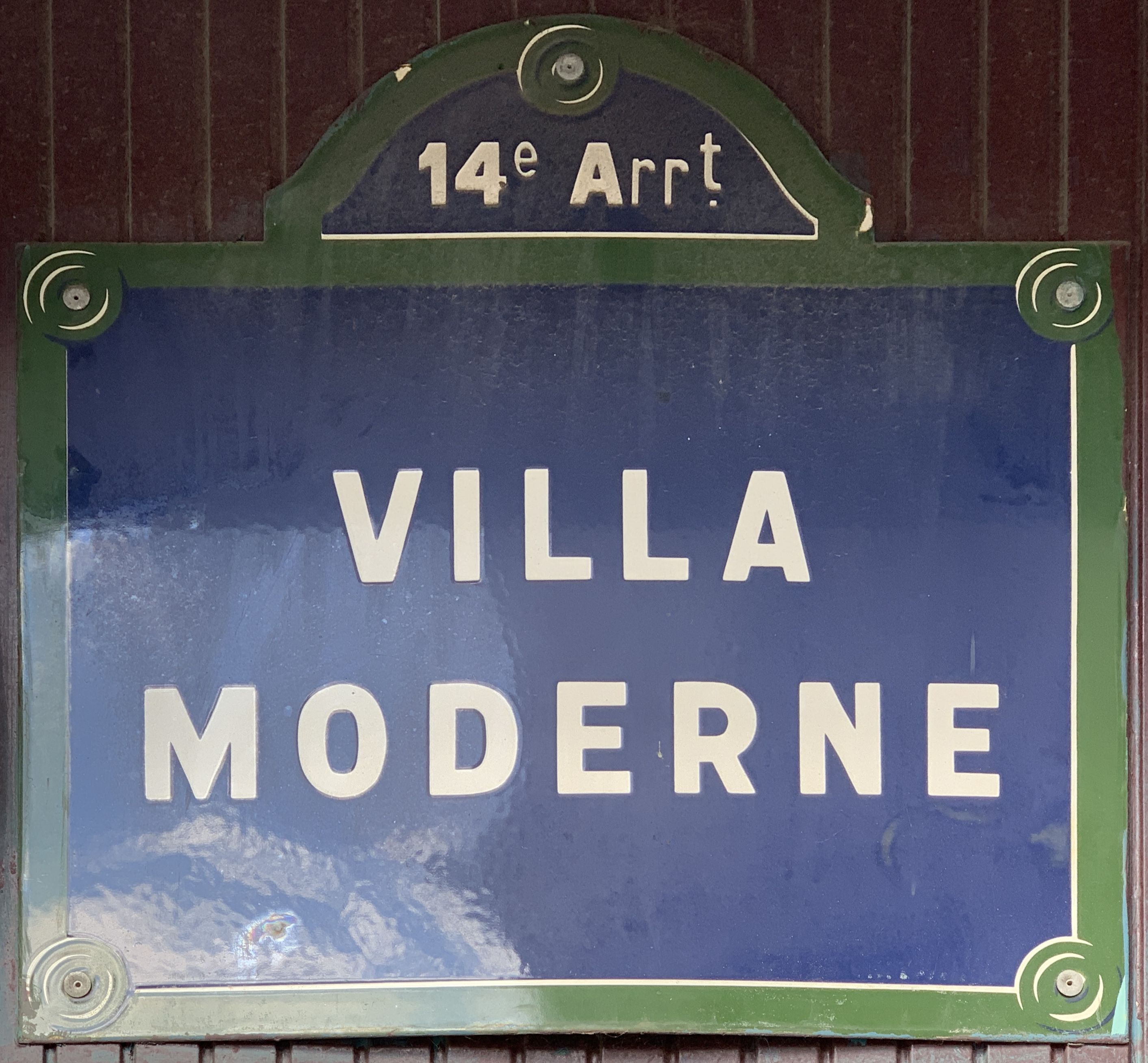
Plaque de la voie.

L'origine du nom de cette voie n'est pas connue.

## Historique
Cette voie est ouverte en 1903 et classée dans la voirie parisienne par arrêté municipal du 9 septembre 1983.